# New Balance
New Balance Athletic Shoe, Inc. é uma empresa com sede em Boston, Estados Unidos, que produz calçados e vestuário desportivos. Foi fundada em 1906 sob o nome New Balance Arch Support Company.

## História
Em 1906, William Riley, um emigrante britânico, fundava a New Balance (à data "New Balance Arch Company"), em Boston, Massachusetts, EUA. No começo, a empresa era especializada em palmilhas ortopédicas e calçados ortopédicos. O seu primeiro produto, uma palmilha reforçada com três suportes, a fim de conferir ao sapato um maior conforto e equilíbrio. O nome "New Balance", crê-se, terá sido dado por Riley, após ostensiva observação do pé das galinhas. O fundador da empresa acreditava que a forma como o pé da galinha era "desenhado", conferia um equilíbrio perfeito ao animal, e que seria ridículo não tirar partido desse aspecto.
A New Balance fez seu primeiro par de ténis para corrida em 1938. Durante os anos 50 e 60, a empresa se tornou referência para corredores. A produção de calçados para corrida foi se tornando a principal atividade do grupo.
James (Jim) S. Davis, atual proprietário da New Balance, comprou a companhia em 1972. Em 1976, a linha "320" se tornou o mais vendido ténis para corrida do mercado, levando a companhia a fama mundial.
Em 1981 foi criada a "New Balance Foundation", uma instituição de caridade que cuida de crianças.
Em 2015, comprou a marca Warrior Sports, a partir de agora, faz os equipamentos dos clubes dessa mesma empresa.
Em 2022, passou a ser fornecedora do Red Bull Bragantino, sendo esse o primeiro clube Brasileiro a contar com os equipamentos esportivos da marca. O acordo deu a New Balance o direito a marca de ser a primeira fornecedora da história dos clubes da Red Bull ao redor do mundo que não fossem a Adidas ou a Nike.

## Produtos
A companhia afirma ser a única a continuar fabricando ténis (calçados esportivos) nos Estados Unidos. São famosos os ténis de design retro, como as linhas "574" e "1600".
Fazem parte da empresa as marcas: Dunham, PF Flyers, Aravon, Warrior Sports e Brine. Com essas marcas a companhia fabrica, além dos artigos e calçados desportivos, sapatos sociais e casuais e roupas casuais.

## Fábricas
A New Balance possui cinco fábricas na região de Nova Inglaterra, Estados Unidos, onde produz a linha "Made in USA". Também possui uma unidade no Reino Unido, onde produz a linha "Made in UK", além de unidades noutros países.

## Fornecimento e patrocínio

### Clubes
Alemanha
- Bayer Leverkusen

Austrália
- Brisbane Roar
- West Torrens Birkalla

Brasil
- São Paulo

Coréia do Sul
- Seoul E-Land FC

Espanha
- Jerez CF

França
- Lille

Irlanda
- Kerry FC
- Waterford

Italia
- Atalanta

Japão
- FC Tokyo
- Sagan Tosu

México
- Toluca

Portugal
- Porto

Qatar
- Al-Sadd

Turquia
- Adana Demirspor
- Boluspor

Ucrânia
- Dynamo Kyiv

### Jogadores
- Tim Cahill
- Adnan Januzaj
- Marouane Fellaini
- Endrick
- Fernando
- Leonardo Simões
- Rodrigo Nestor
- James Rodríguez
- Nikica Jelavić
- Álvaro Negredo
- Jesús Navas
- Samir Nasri
- Aaron Ramsey
- Jaime Penedo
- Artur Boruc
- Sadio Mané
- Soteldo